# Koniecpol
Koniecpol este un oraș în Polonia.